# Coccyzus lansbergi
El cuclillo cabecigrís, cuclillo canela, cuclillo canelo, cuclillo acanelado o cuclillo de gorro gris (Coccyzus lansbergi) es una especie de ave cuculiforme de la familia Cuculidae que vive en Sudamérica y el sur de América Central y algunas Antillas Menores. 

## Distribución y hábitat
Se encuentre en las selvas de Aruba, Colombia, Ecuador, Antillas Neerlandesas, Panamá, Perú y Venezuela.Recientemente observado también en el Caribe de Guatemala, probablemente un avistamiento fortuito, pero realista, ya que fue documentando en www.eBird.org con fotografías.